# Come from Away
Come from Away é um filme canado-estadunidense do gênero musical de 2021, dirigido por Christopher Ashley, e baseado em um concerto homônimo de 2017. Foi filmado no Teatro Gerald Schoenfeld em Nova Iorque, contando com a presença de sobreviventes e de trabalhadores que atuaram na linha de frente durante os ataques terroristas em 11 de setembro de 2001.  Estreou na Apple TV+ no dia 10 de setembro de 2021.

## Enredo
Quando o governo dos Estados Unidos ordena o fechamento do espaço aéreo do país em 11 de setembro de 2001, os moradores de uma pequena cidade canadense se organizam para acolher os passageiros de dezenas de voos desviados para o aeroporto local.

## Elenco
- Petrina Bromley como Bonnie Harris e outros
- Jenn Colella como Annette, Beverley Bass e outros
- De'Lon Grant como Bob e outros
- Joel Hatch como Claude Elliott e outros
- Tony LePage como Garth, Kevin Tuerff e outros
- Caesar Samayoa como Ali, Kevin Jung e outros
- Q. Smith como Hannah O'Rourke e outros
- Astrid Van Wieren como Beulah Davis e outros
- Emily Walton como Janice Mosher e outros
- Jim Walton como Doug, Nick Marson e outros
- Sharon Wheatley como Diane Gray e outros
- Paul Whitty como Oz Fudge e outros

## Produção
Em novembro de 2017, foi anunciado que a The Mark Gordon Company produziria uma adaptação cinematográfica do musical, com Sankoff e Hein escrevendo o roteiro e Christopher Ashley como diretor. Em uma entrevista em abril de 2019, Sankoff e Hein afirmaram que a intenção era gravar o filme em Gander, no Canadá, por ter sido o local dos acontecimentos, escalando atores menos conhecidos e figurantes residentes da própria cidade.
No dia 2 de fevereiro de 2021, foi anunciado que devido à pandemia de COVID-19 e seus impactos na indústria cinematográfica e nas artes cênicas, os planos de adaptação para o cinema foram cancelados em favor da produção cênica de uma gravação ao vivo que incluía os membros do elenco da Broadway reprisando seus papéis, e com o lançamento em setembro de 2021 no 20º aniversário dos ataques de 11 de setembro. Produzido e financiado pela Entertainment One e RadicalMedia, foi filmado no Teatro Gerald Schoenfeld em maio de 2021, contando com Ashelys na direção, enquanto Gordon, Jennifer Todd, e Bill Condon ficaram à cargo da produção. Sankoff, Hein, Jon Kamen, Dave Sirulnick e Meredith Bennett foram os produtores executivos. Em 30 de abril de 2021, os direitos de distribuição do filme foram adquiridos pela Apple TV+.